# لوئیس بلک
لویس بلک (به انگلیسی: Lewis Black) (زاده ۳۰ اوت ۱۹۴۸)کمدین و بازیگر آمریکایی است.
از فیلم‌های معروف او می‌توان به فیلم مرد سال اشاره کرد.